# Пустошкин, Иван Николаевич
Иван Николаевич Пустошкин (1875 — ?) — русский земский деятель, депутат Государственной думы I созыва от Симбирской губернии.

## Биография
Из дворянской семьи. Выпускник Александровского лицея. Избран гласным Симбирского губернского земства и председателем Сызранской уездной земской управы. Принимал участие в съездах земских и городских деятелей. Член партии Народной свободы. С декабря 1905 член Симбирского губернского комитета партии кадетов, участвовал в работе кадетских партийных съездов. Землевладелец.
26 марта 1906 избран в Государственную думу I созыва от общего состава выборщиков Симбирского губернского избирательного собрания. Вошёл в Конституционно-демократическую фракцию. Состоял в Продовольственной комиссии. Поставил свою подпись под законопроектом «О гражданском равенстве». Участвовал в прениях по вопросу об отмене смертной казни, по поводу ответного адреса, о Белостокском погроме.
Дальнейшая судьба и дата смерти неизвестны.